# SBS

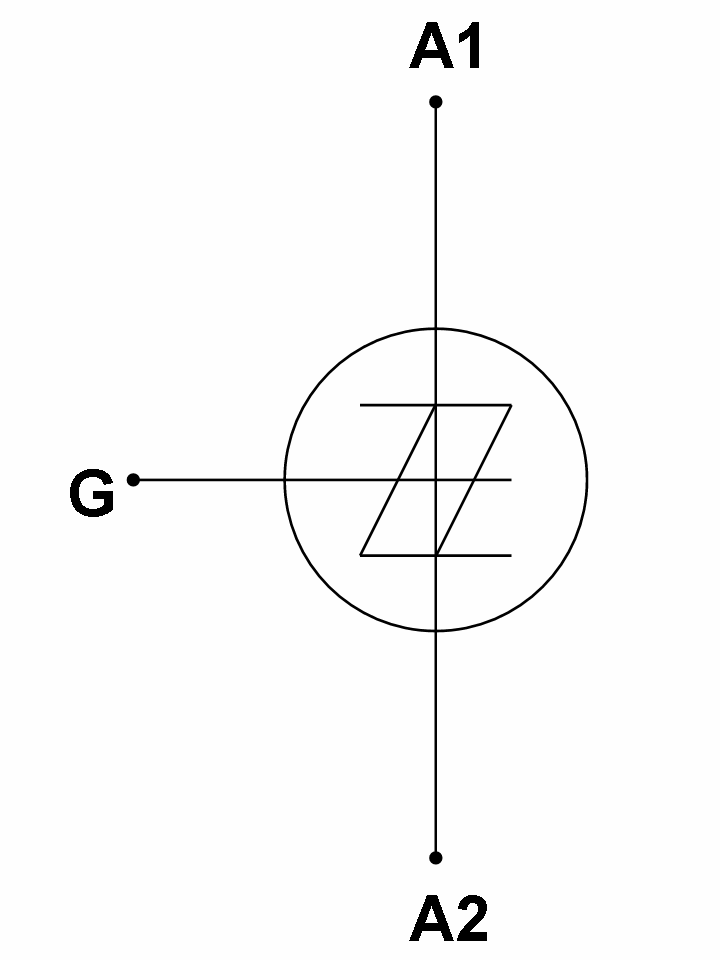
Símbol esquemàtic d'un SBS.

Un SBS o interruptor bilateral de silici, per les sigles en anglès (silicon bilateral switch) és un tiristor del tipus bidireccional, que està compost per dos tiristors unidireccionals o SEUS connectats en antiparalel. Igual que els tiristors UJT, PUT i SEUS, el SBS és utilitzat en Circuit elèctrics oscil·ladors de relaxació per al control de tret de dispositius que lliuren potència elèctrica a una càrrega, com els SCR i els TRIAC, la diferència consisteix que poden disparar-tant en el semicicle positiu com en el negatiu d'una font de voltatge de corrent altern, pel fet que poden polaritzar directament i inversament.

## Construcció
Com gairebé tots els familiars dels tiristors, el SBS té tres connexions: la comporta (G), l'ànode o terminal 1 (A1 o T1) i l'ànode o terminal 2 (A2 o T2). Una característica molt especial d'aquest dispositiu és que no és una versió modificada d'un díode amb les seves capes NPNP, sinó més aviat està compost internament per transistors, díodes Zener i resistències internes, i que a més venen fabricats com circuits integrats.

## Corba Característica de voltatge-Corrent
Un SBS pot disparar amb la comporta connectada o desconnectada; aquesta terminal només proporciona més flexibilitat en el tret i, per tant, altera les seves característiques de voltatge-corrent. Si es comparés aquesta corba característica amb la d'un DIAC, es podria observar que són molt similars, però, la corba del SBS té una regió de resistència negativa més pronunciada, el que significa que la seva caiguda de voltatge és molt més dràstica després d'arribar al seu estat de conducció. Usualment, el voltatge de ruptura d'un SBS es troba entre els 7 i 9 volts, el voltatge és molt menor que el d'un DIAC.
Ús de la comporta del SBS per modificar la corba característica d'un SBS
La comporta d'un SBS és usada per alterar el comportament mostrat en la corba característica Voltatge-Corrent, per exemple, si es vol tenir angle de tret diferents en els semicicles positius i negatius, es pot connectar un díode Zener entre la comporta G i la terminal T1, amb la finalitat que el voltatge de ruptura directe arribi fins al valor de voltatge del díode Zener, mentre que el voltatge de ruptura invers no es modifica. Amb això, s'aconsegueix modificar el voltatge de ruptura original a un determinat pel "usuari" per a una aplicació qualsevol, encara que no és comú tenir diferents angle de ruptura.

## Prestacions
A més de la seva caiguda de voltatge més dràstica a causa de la seva regió de resistència negativa, la qual cosa permet una commutació més ràpida, el SBS és molt més estable tèrmicament i més simètric que el seu familiar proper, el DIAC.
- Estabilitat tèrmica: Això significa que davant increments de temperatura, el SBS manté un voltatge molt estable; d'acord amb el full d'especificacions de la companyia POWEREX,[1] el model BS08D-T112 compta amb un coeficient de temperatura de 0.01%/°C. En altres paraules, per cada grau centígrad que variï la temperatura del dispositiu, el seu voltatge de ruptura canviarà en un 0,01%, convertint-lo en un dispositiu molt estable tèrmicament parlant.
- Simetria: Quan s'esmenta que l'SBS és simètric, és perquè els voltatges de ruptura en els semicicles positius i negatius són iguals o gairebé iguals. Això es pot verificar en el senyal de sortida d'un SBS: els seus angle de tret en els dos semicicles són pràcticament iguals.

## Circuits de Tret
Els següents Circuit elèctrics són utilitzats per al control del tret d'un SBS. En el primer, amb la selecció adequada de dues resistències es pot regular el corrent que circula per la comporta del SBS i, per tant, permet ajustar el seu angle de tir i la potència lliurada a una càrrega qualsevol. Noteu que els angle de tret en els dos semicicles són iguals. En el segon i tercer Circuit elèctric es controla indirectament la potència lliurada a la càrrega, en controlar directament el tret d'un SCR i TRIAC, respectivament. Depenent dels valors de resistències i capacitàncies seleccionats, així mateix serà el temps de càrrega i descàrrega del condensador (constant RC), al carregar el condensador fins a un voltatge determinat, el SBS es dispararà i li lliurarà polsos de voltatge al SCR o TRIAC perquè es disparin i li lliurin la potència a la càrrega. El segon Circuit elèctric és comunament utilitzat per al control de motors DC, mentre que el tercer és sovint usat per a control d'il·luminació (llums) i escalfadors elèctrics.